# Autonomie des Kunstwerks
Autonomie des Kunstwerks ist eine Vorstellung, die sich seit dem 18. Jahrhundert bildet und die Freiheit des Künstlers und des Kunstbetrachters fordert. Autonomie bedeutet hier ungefähr so viel wie: „Das Kunstwerk gibt sich seine Gesetze selbst.“ – Im Wesentlichen geht es um drei Aspekte: dass künstlerische Ideen nicht die Natur nachahmen müssten, dass sie weder nützlich noch moralisch gut sein müssten und dass sie nicht von gesellschaftlichen Einflüssen geprägt würden.

## Aufklärung
Die antike Auffassung, dass Kunst die Natur nachahmen solle (Mimesis), und die Verbindung des Schönen mit dem Guten, wie sie etwa Thomas von Aquin für nötig hielt, wurden im Zeitalter der Aufklärung in Frage gestellt.
Das Ideal einer „Autonomie“ der Kunst wird zumeist auf die Ästhetik des Philosophen Immanuel Kant zurückgeführt, der in seinem Werk Kritik der Urteilskraft (1790) erklärte, „dass dasjenige Urteil über Schönheit, worin sich das mindeste Interesse mengt, sehr parteilich und kein reines Geschmacksurteil sei“ (Analytik der ästhetischen Urteilskraft, I/1, § 2). Schönheit bestehe in einer „Zweckmäßigkeit ohne Zweck“ (§ 15), die ein „von allem Interesse unabhängiges Wohlgefallen“ (§ 42) auslöse. Ein Palast könne etwa auch dann schön gefunden werden, wenn man wie Jean-Jacques Rousseau eine Abneigung gegen hohe Herren habe. Kant ging es um ein gemeinsames und freies Urteilen. Künstler und Bürger sind aus dieser Sicht noch Verbündete, die sich eine solche Freiheit gemeinsam erarbeiten, indem sie sich von Kirche und Adel emanzipieren.
Nach Karl Philipp Moritz brauche Kunst „keine Beziehungen auf irgend etwas außer sich zu haben“. Der politische Hintergrund dieser Gedanken zeigt sich, indem er als Beispiel eines solchen Kunstwerks den Staat anführt. Ein bürgerlicher Staat war in den meisten Teilen der Welt noch eine Wunschvorstellung. Die Kunstförderung wurde vom Hofstaat geleitet.

## 19. Jahrhundert
Seit dem Ende des 18. Jahrhunderts entstand ein Abgrenzungsbedarf der Künstler von der bürgerlichen Gesellschaft (der von ihr mit Klischeevorstellungen vom verkannten oder rebellischen Künstler fortwährend vereinnahmt wurde). Von den Künstlern aus wurde Autonomie oft zur Selbstbehauptung des Individuums gegenüber gesellschaftlichen Interessen gefordert. Somit richtete sich der Autonomieanspruch zunehmend auch gegen den bürgerlichen Staat. Die Autonomie der Kunst ist eine Folge dieser Lehre von den gesetzgebenden und nicht gesetzbefolgenden Fähigkeiten des Genies.
Autonomietendenzen zeigen sich in Zeiten starker, aber tabuisierter politisch-gesellschaftlicher Polarisierungen und auch als Gegenbewegung zu einer Kommerzialisierung der Kunst. Eine solche Sicht auf Literatur und bildende Kunst hatten die verschiedenen Varianten des Ästhetizismus oder die antibürgerliche Bohème in Paris um die Mitte des 19. Jahrhunderts mit dem Slogan „L’art pour l’art“. Das öffentliche Museum, das im 19. Jahrhundert großen Einfluss auf Kultur und Bildung gewann, war ein neutralerer Ausstellungsraum als Palast oder Kirche und schuf der Kunst (zumindest vordergründig) einen Freiraum gegenüber kommerziellen und weltanschaulichen Interessen.
Parallele Konzepte in der Musik sind die Absolute Musik nach den Revolutionen von 1830 und 1848 oder die Autonome Musik beim Aufkommen der Musikindustrie nach dem Ersten Weltkrieg (etwa bei Theodor W. Adorno).

## 20. Jahrhundert
Nach dem Ende der Adelsherrschaft 1918 waren bürgerliche Staaten der Normalfall in Europa. Kultur-Subventionen ersetzten die Beiträge der Adelshöfe. Nicht alle Künstler waren jedoch zufrieden mit den Bedingungen, die ihnen die neuen Staaten boten. Die russischen Weggenossen in den 1920er Jahren forderten etwa eine Autonomie der Kunst gegenüber dem Sowjetstaat.
Für Theodor Adorno ist die Autonomie des Kunstwerks „mühsam der Gesellschaft abgezwungen“ und damit ein vorübergehend Erreichtes, das von Kritikern und Wissenschaftlern bewahrt werden sollte. Mit dieser Forderung versuchte die sogenannte werkimmanente Interpretation die gesellschaftlichen Spannungen nach dem Zweiten Weltkrieg zu überbrücken oder zu umgehen. Ein Verdacht auf ideologische Prägung, bloße Funktionalität oder Fremdbestimmung durch Modeströmungen stellte die Einigkeit der Betrachter über den Wert eines Kunstwerks in Frage.
So legte man bei der Kunstbetrachtung etwa das Hauptaugenmerk auf formale Analysen, stilistische Zuordnungen und die Beurteilung der ästhetischen Qualität. Die historische und hauptsächlich die gesellschaftliche Einbettung erfolgten höchstens als Verbindung des Werks mit der Künstlerbiografie. Nur der ikonologische Ansatz („Was wird dargestellt?“) zog bei der Analyse des einzelnen Kunstwerks gesellschaftliche Phänomene in Betracht.
Nach 1968 wurde auch Kunst im Umkreis der politischen Bewegung der Autonomen als Autonome Kunst bezeichnet.

## Kritik
Die Forderung einer Unabhängigkeit der Kunst von moralischen Zwecken, die ursprünglich von kirchlicher Bevormundung und weltlicher Zensur befreien sollte, wurde stets neu in Frage gestellt: Der junge Friedrich Schiller wollte im Theater eine „moralische Anstalt“ sehen. Im Naturalismus seit dem Ende des 19. Jahrhunderts mit seinem sozialpolitischen Engagement und in den Avantgarden zu Beginn des 20. Jahrhunderts mit ihrem Protest gegen bürgerliche Ästhetik wurde das Konzept einer autonomen Kunst heftig kritisiert. Ebenso wurde dieser Ansatz im Zuge der 68er-Bewegung in den 1970er Jahren in vielen Interpretationen aufgegeben oder trat zumindest in den Hintergrund.